# Mirandilla, Spanien
Mirandilla är en kommunhuvudort i Spanien.   Den ligger i provinsen Provincia de Badajoz och regionen Extremadura, i den centrala delen av landet, 270 km sydväst om huvudstaden Madrid. Mirandilla ligger 295 meter över havet och antalet invånare är 1 363.
Terrängen runt Mirandilla är platt. Runt Mirandilla är det ganska glesbefolkat, med 38 invånare per kvadratkilometer. Närmaste större samhälle är Mérida, 10,6 km söder om Mirandilla. Trakten runt Mirandilla består till största delen av jordbruksmark.